# Kostel Nejsvětější Trojice (Hořovice)
Kostel Nejsvětější Trojice v Hořovicích na Palackého náměstí je jednolodní barokní chrám postavený roku 1674 pro katolický řád theatinů (též označovaní jako kajetáni), ale vybaven a vysvěcen byl až roku 1697 jako františkánský. Je součástí barokního areálu: spolu s dvojportálovou poměrně nevýraznou hladkostěnou loretánskou kaplí z konce 17. století (zřejmě z let 1685–1690) a mariánským morovým sloupem z roku 1711 tvoří působivý památkově chráněný komplex.

## Historie
Roku 1674 pozval hrabě Bernard Ignác Jan z Martinic (1614–1685), někdejší majitel hořovického panství a zároveň nejvyšší purkrabí Království českého, do Hořovic kajetány, následovníky svatého Kajetána (též označované jako theatini), v českých zemích méně rozšířený řeholní řád, aby se při novém kostele v Hořovicích usadili. Jejich usídlení v Čechách tak umožnil a výrazně finančně podpořil právě on. Barokní kostel , v němž se první mše sloužila již 26. března roku 1674, dal postavit pro řád theatinů podle plánů některého ze špičkových italských architektů raného baroka, buď Carlu Luragovi (1615–1684), nebo Janu Dominiku Orsimu.  Kajetáni však ve městě nebyli spokojeni, a když roku 1680 postihla české země morová epidemie, hrabě Martinic sepsal dodatek k závěti, v níž se zavázal povolat do Hořovic františkány. Krátká epizoda působení kajetánů v Hořovicích se definitivně uzavřela v roce 1684 a od toho roku sloužil kostel klášteru františkánů.

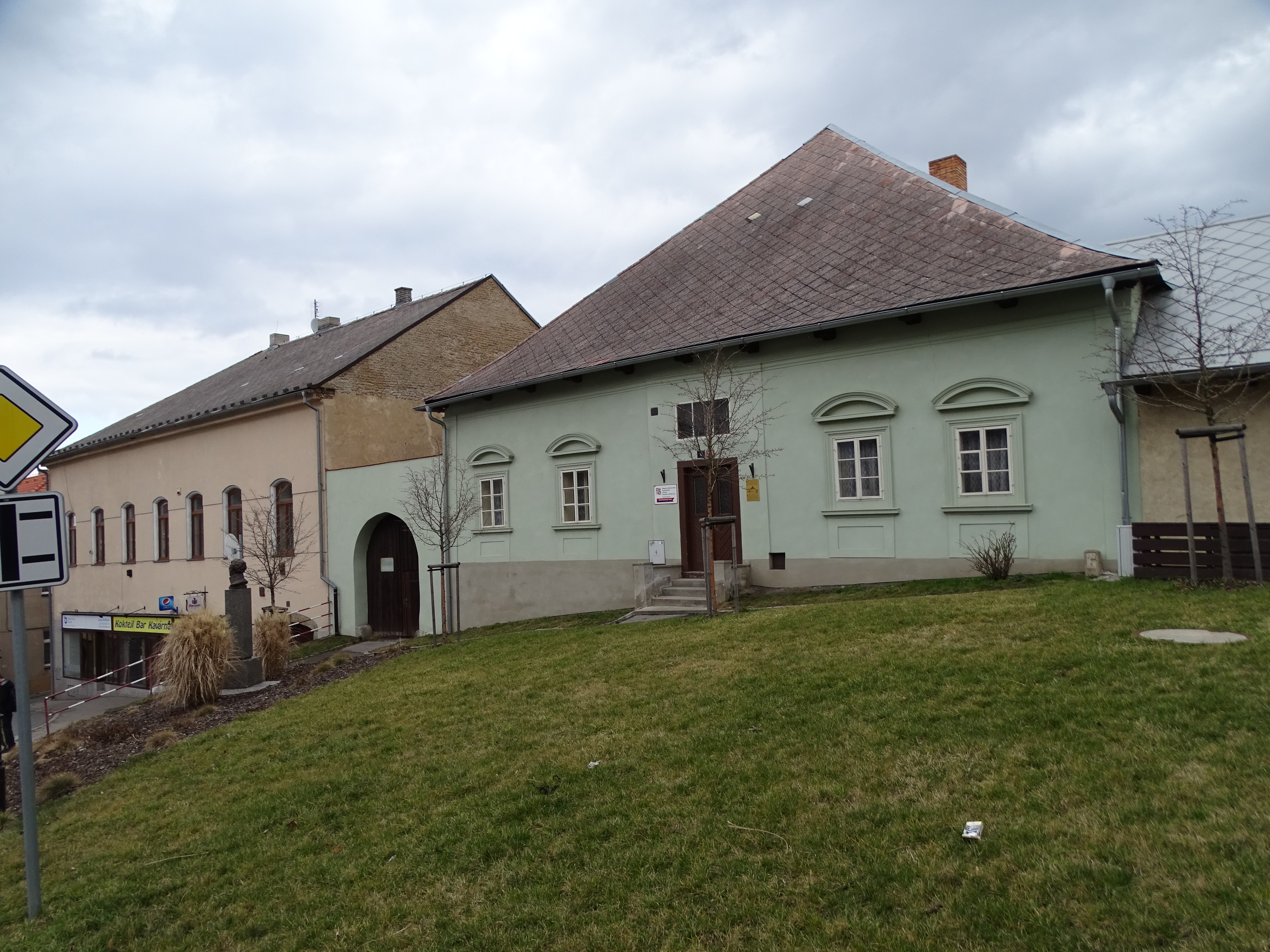
Bývalý františkánský klášter

Útočištěm řádu františkánů se stal takzvaný Veltrubský dům na náměstí. Jakub Veltrubský sloužil u Martiniců jako hospodářský správce. Byl velmi |podnikavý. Prokázalo se však, že neodíral jen poddané, ale i zaměstnavatele, a podstatná část peněz skončila v jeho měšci, za které se chystal postavil honosné sídlo naproti kostelu. Zbožný Martinic mu pozemky a zahájenou stavbu zabavil a přikázal, aby Veltrubský z nakradených peněz postavil klášter pro řád theatinů, kteří ho získali roku 1678. Těm patřil do roku 1684 a po nich zde sídlili do roku 1950 františkáni.  Františkánský klášter je chráněnou památkou od roku 1958. Jednolodní obdélná stavba kostela s půlkruhově ukončeným presbytářem byla vybavena a zasvěcena Nejsvětější Trojici až v roce 1697, kdy už patřila františkánům. 
V bývalém františkánském klášteře (hospicu) v Hořovicích sídlí Základní umělecká škola Josefa Slavíka. Jeden prostor byl pronajat pro trafiku. Zachovaly se v něm fragmenty fresky, scéna Kázání sv. Františka ptákům (?) od Františka Antonína Müllera (?).
Tělo zakladatele kostela a kláštera Bernarda Ignáce Jana z Martinic, nejvyššího pražského purkrabího, královského místodržícího a nositele Řádu zlatého rouna, bylo pochováno v chrámu svatého Víta v Praze.

## Popis
Kostel Nejsvětější Trojice je výrazná jednolodní barokní stavba obdélného půdorysu s půlkruhově zakončeným presbytářem, sanktusníkem a členěným štítem nad hlavním průčelím. Vnější stěny člení vpadlá pole a ploché pilastry.

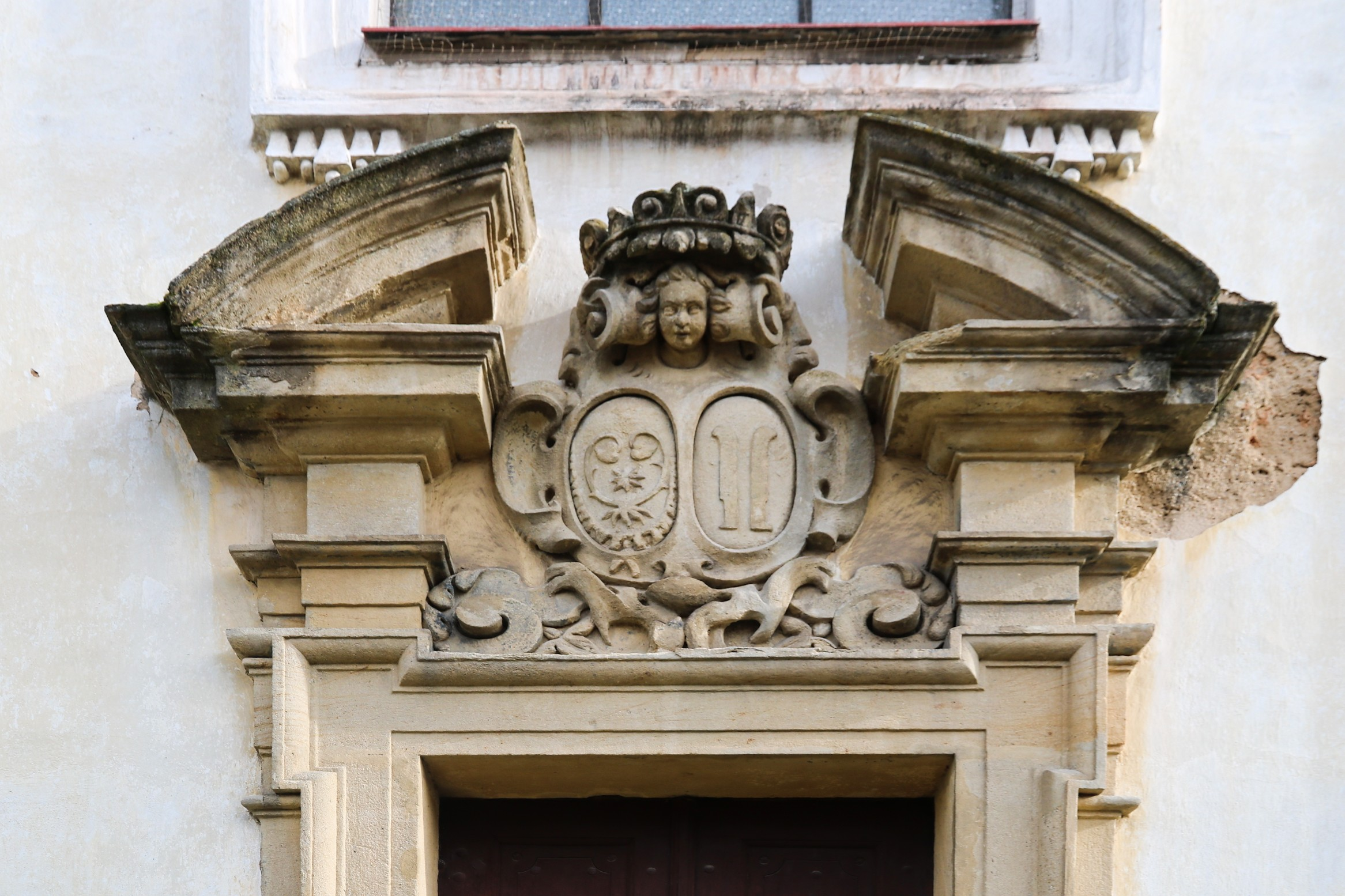
Sochařská výzdoba portálu kostela Nejsvětější Trojice s erby Martiniců

Západní štít má barokní světlík, na kůr vede velké segmentové okno a nad ním je štuková rouška. V postanních výklencích stály původně sochy sv. Jana Evangelisty a sv. Jana Křtitele. Barokní portál kostela je sochařská práce z roku 1674. Nad oušky ostění vyrůstá hladký toskánský architráv s římsovím po stranách zalamovaným, hořejšek je překlenut křídly. V kartuši nesené volutami je nahoře pod hraběcí korunou maska andělíčka a dva erbovní ovály. V jednom se nachází erb Bernarda Ignáce Jana z Martinic, dvojitý stříbrný leknínový trojlist (zkráceně lekno), uvnitř hvězda jeho matky Marie Eusebie ze Šternberka (1584–1634), hraběnky z Martinic, choti Jaroslava Bořity z Martinic (1582–1649), pod leknem je pět rozrodových kořínků pošlosti (větve rodu) Bernardovy. Ovál je ovinut řetězem Řádu zlatého rouna. V druhém medaillonu jsou vinařské nože kněžny Zuzany Polyxeny z Dietrichsteinu (1629–1706), druhé manželky Bernardovy (po roce 1659). Dveře do sakristie byly proraženy až roku 1737 a do náměstí roku 1882 po nařízení pořídit ve veřejných budovách nouzové dveře s otevíráním ven.
Jednolodní kostel má loď valeně sklenutou s lunetami. Interiér byl vyzdoben v několika vlnách ještě během baroka. Barokní hlavní oltář s obrazem Panny Marie a čtrnácti svatých pomocníků pochází z roku 1725. Jeho autorem je František Antonín Müller (1693–1753) a do kostela byl přesunut i s oltářem asi roku 1784 ze zrušené kaple sv. Michaela archanděla v Dražovce.
Chrámová sklenutá kruchta stojí na pilířích původně dřevěných, od roku 1710 zděných. Vchod do sakristie pochází z roku 1737, kamenné zábradlí a kovovou brankou oddělující presbytář z roku 1752 a jižní portál dokonce až z roku 1882. Z téže doby pochází i dlažba kostela. Biblické výjevy na stropě maloval Bedřich Vaníček (1885–1955) mezi léty 1915 a 1918.
Na severní straně lodi stojí barokní kazatelna, sloupový oltář svatého Aloise z poslední čtvrtiny 17. století a pod kruchtou rokokový obraz svaté Anny.
Na jižní straně lodi je protějškový oltář svatého Josefa s obrazy svatého Josefa z 19. století a smrti svatého Františka z Assisi, kopie obrazu vytvořená roku 1906 A. Vlčkem podle originálu z první čtvrtiny 18. století z kostela sv. Josefa v Praze a pod kruchtou kaplička svatého Antonína, vymezená dřevěnými řezanými brankami, vsazenými mezi zeď a pilíř.  V ní je rámový oltář svatého Antonína Padovského se soudobým obrazem.
Na kůru jsou v barokní varhanní skříni z poloviny 18. století varhany, které dodal v roce 1914 mladoboleslavský varhanář Bohumil Paštika.
Mezi kulturní památky byl tento kostel zařazen k 3. květnu roku 1958.. Literatura jej oceňuje jako kvalitní barokní architekturu.

## Galerie

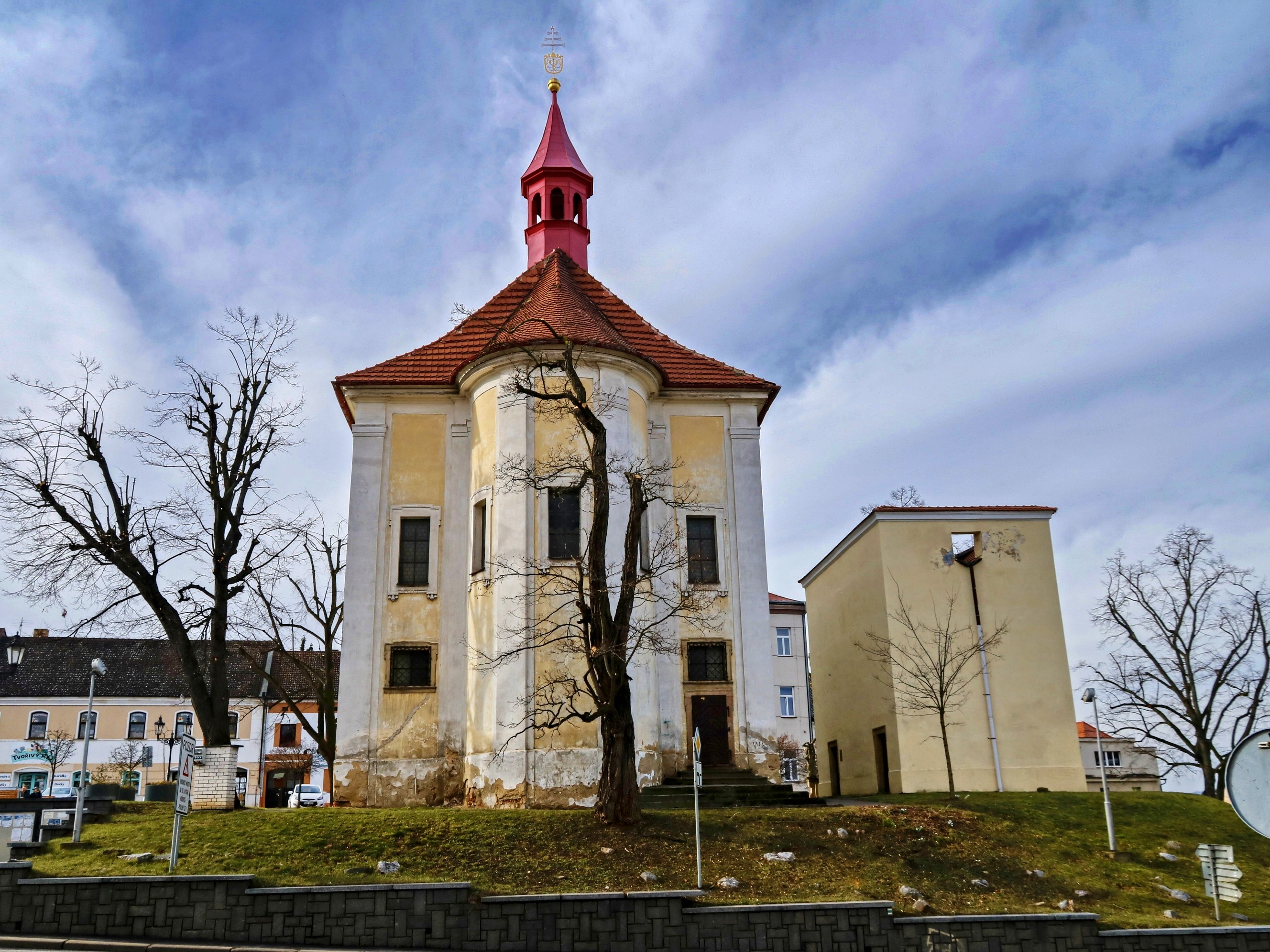
Východní pohled na kostel, vpravo loretánská kaple
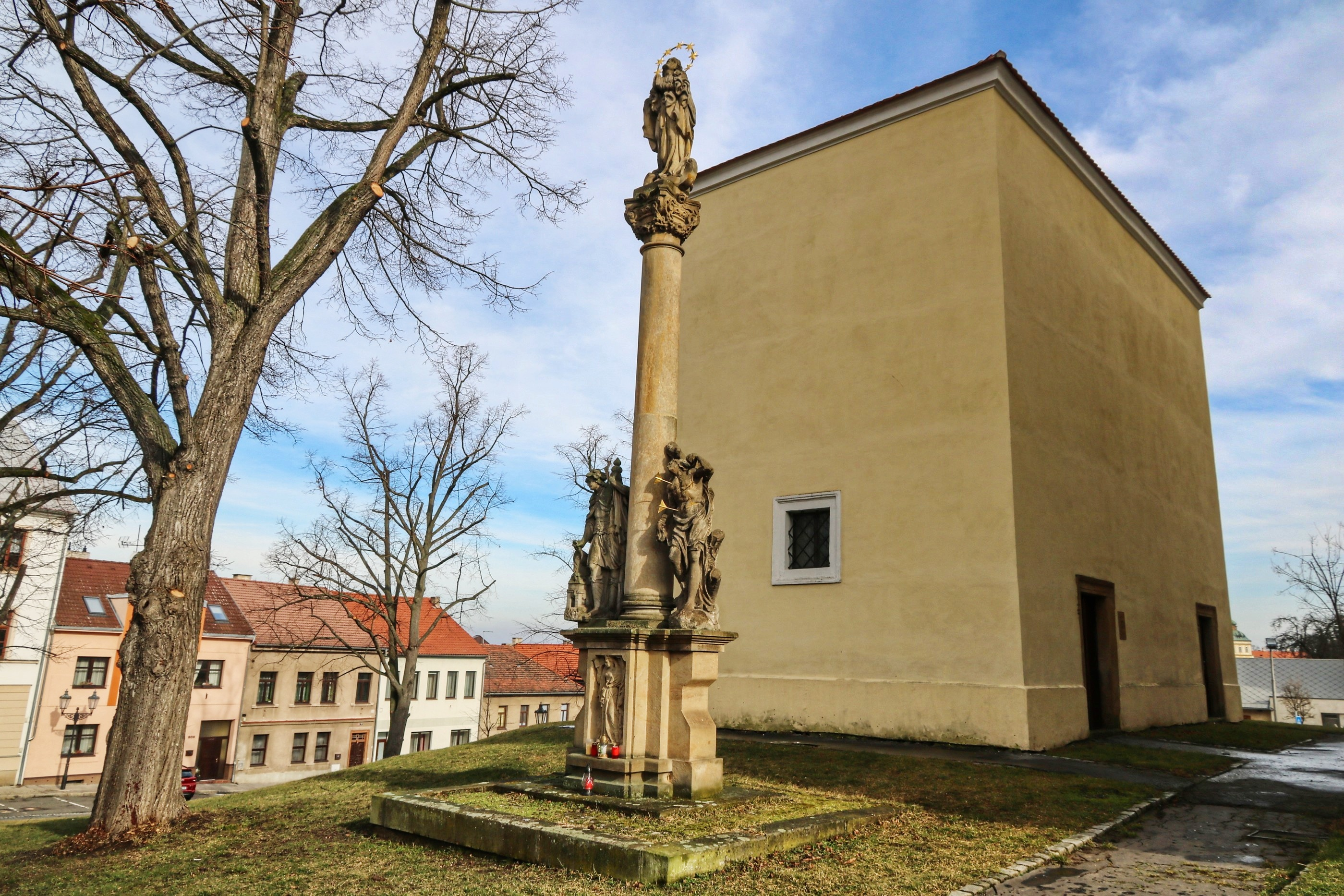
Loretánská kaple a mariánský sloup
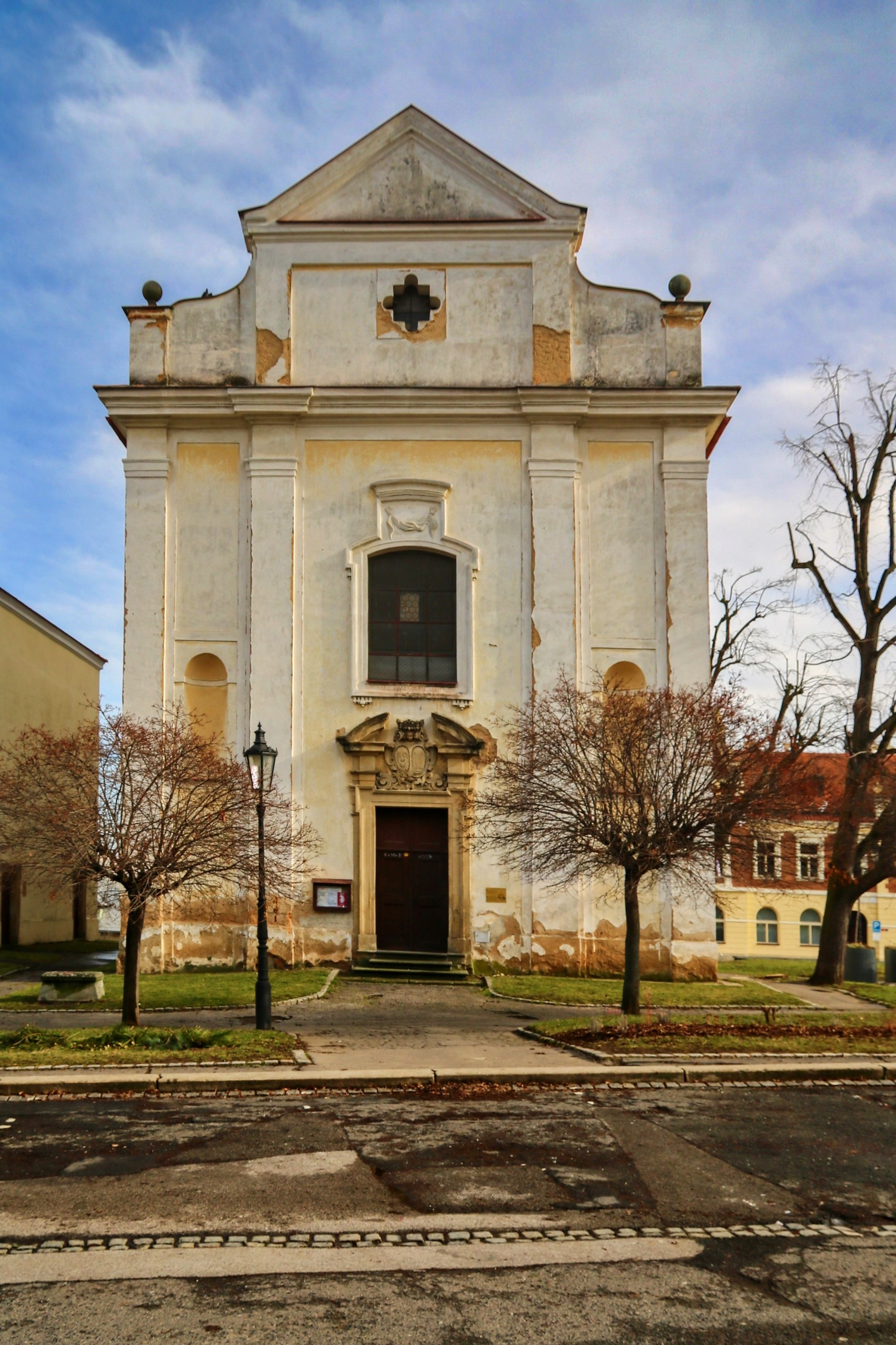
Západní pohled na kostel
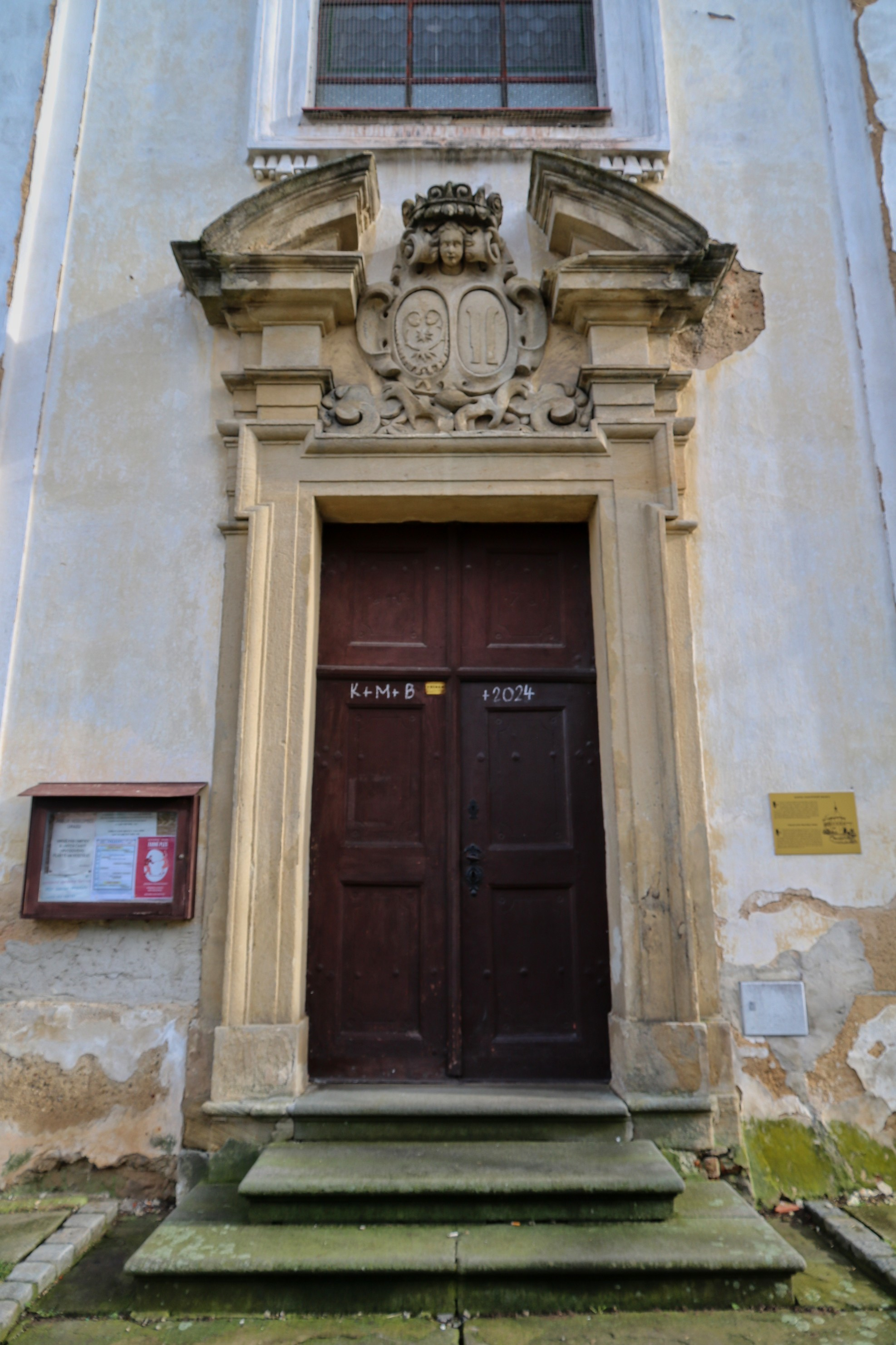
Vstupní portál
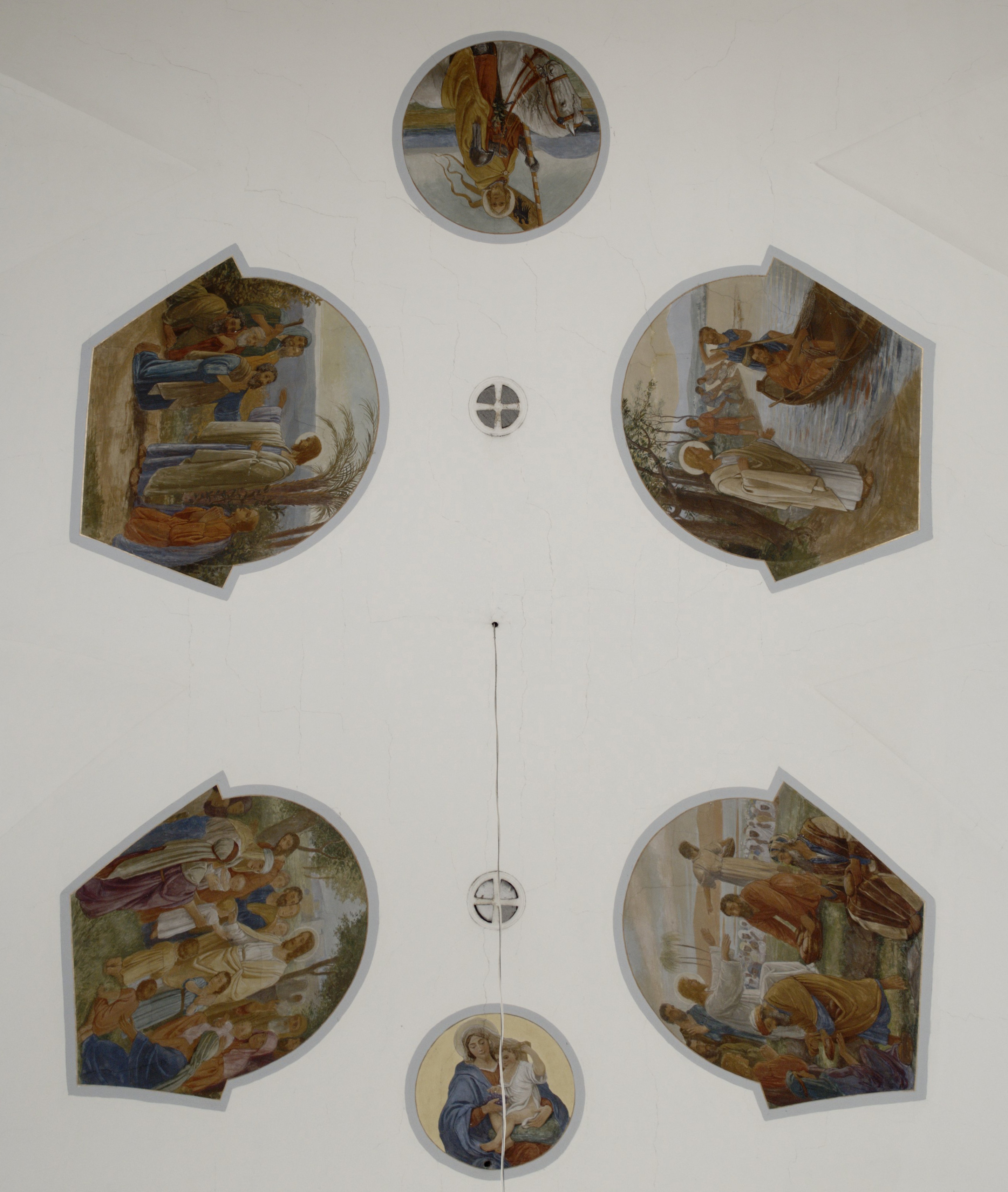
Strop kostela